# Gefrierpunkt

Phasendiagramm eines „gewöhnlichen“ Stoffes und des Wassers

Als Gefrierpunkt, Erstarrungspunkt oder Festpunkt werden jene Punkte in einem Phasendiagramm bezeichnet, die an der Grenze zwischen den Aggregatzuständen „fest“ und „flüssig“ liegen. Der allgemein bekannteste Gefrierpunkt ist der von Wasser. Auf der in Grad Celsius unterteilten Temperaturskala bildet beziehungsweise definiert er den Nullpunkt. Wenn ohne nähere Angaben vom „Gefrierpunkt“ gesprochen wird, ist in der Regel derjenige von Wasser gemeint, also 0 °C.
Der Gefrierpunkt stellt die Bedingungen dar, welche beim Phasenübergang eines Stoffes von der flüssigen in die feste Phase vorliegen, was man als Gefrieren bezeichnet. Der Gefrierpunkt ist abhängig vom Stoff und wird durch eine Gefriertemperatur bei einem bestimmten Druck angegeben. 
Gefrierpunkte werden immer für reine Stoffe angegeben. Sind andere Stoffe in der Flüssigkeit gelöst, so wird dadurch der Gefrierpunkt erniedrigt. Eine Gefrierpunktmessung kann daher zur Feststellung der Stoffreinheit dienen.
Es ist möglich, eine Flüssigkeit auf eine Temperatur ein wenig unter dem Gefrierpunkt abzukühlen, ohne dass sie erstarrt. Eine solche unterkühlte Flüssigkeit erstarrt dann bei geringsten Störungen schlagartig unter ebenso spontaner Erwärmung auf den Gefrierpunkt.

## Gefrierpunkt der Flugkraftstoffe
Zur Bewertung von Flugkraftstoffen wird Gefrierpunkt (dt. Übersetzung von Freezing Point) angegeben, der sich aber vom Schmelzpunkt im physikalischen Sinn unterscheidet. Der Gefrierpunkt gibt die Temperatur an, bei welcher sich Paraffin, das zuvor unter definierten Bedingungen ausgeflockt wurde, gerade wieder auflöst.